# Kostas Stafylidis
Kostas Stafylidis (Salônica, 2 de dezembro de 1993) é um futebolista profissional grego que atua como defensor.

## Carreira
Kostas Stafylidis começou a carreira no PAOK.

## Títulos

### Prêmios individuais
- Equipe do torneio do Campeonato Europeu Sub-19 de 2012[2]